# Procambarus parasimulans
Procambarus parasimulans är en kräftdjursart som beskrevs av Hobbs och Robison 1982. Procambarus parasimulans ingår i släktet Procambarus och familjen Cambaridae. IUCN kategoriserar arten globalt som livskraftig. Inga underarter finns listade i Catalogue of Life.